# José Fernandes Pontes
José Fernandes Pontes (Espírito Santo do Pinhal, 24 de fevereiro de 1915 – 26 de dezembro de 2005) foi um médico brasileiro.
Graduado em medicina e doutorado pela Faculdade de Medicina da Universidade de São Paulo (FMUSP). Foi eleito membro da Academia Nacional de Medicina em 1979, sucedendo Octávio Barbosa de Couto e Silva na Cadeira 07, que tem José Pereira Rego como patrono.